# Howdenia punctata
Howdenia punctata är en skalbaggsart som beskrevs av Wittmer 1976. Howdenia punctata ingår i släktet Howdenia och familjen Phengodidae. Inga underarter finns listade i Catalogue of Life.